# 10434 Tinbergen
10434 Tinbergen è un asteroide della fascia principale. Scoperto nel 1960, presenta un'orbita caratterizzata da un semiasse maggiore pari a 2,3871409 UA e da un'eccentricità di 0,1533684, inclinata di 1,49849° rispetto all'eclittica.